# Borzicactus icosagonus
Borzicactus icosagonus es una especie de planta suculenta perteneciente al género Borzicactus, dentro de la familia Cactaceae. Se distribuye por Ecuador y Perú. 

## Descripción

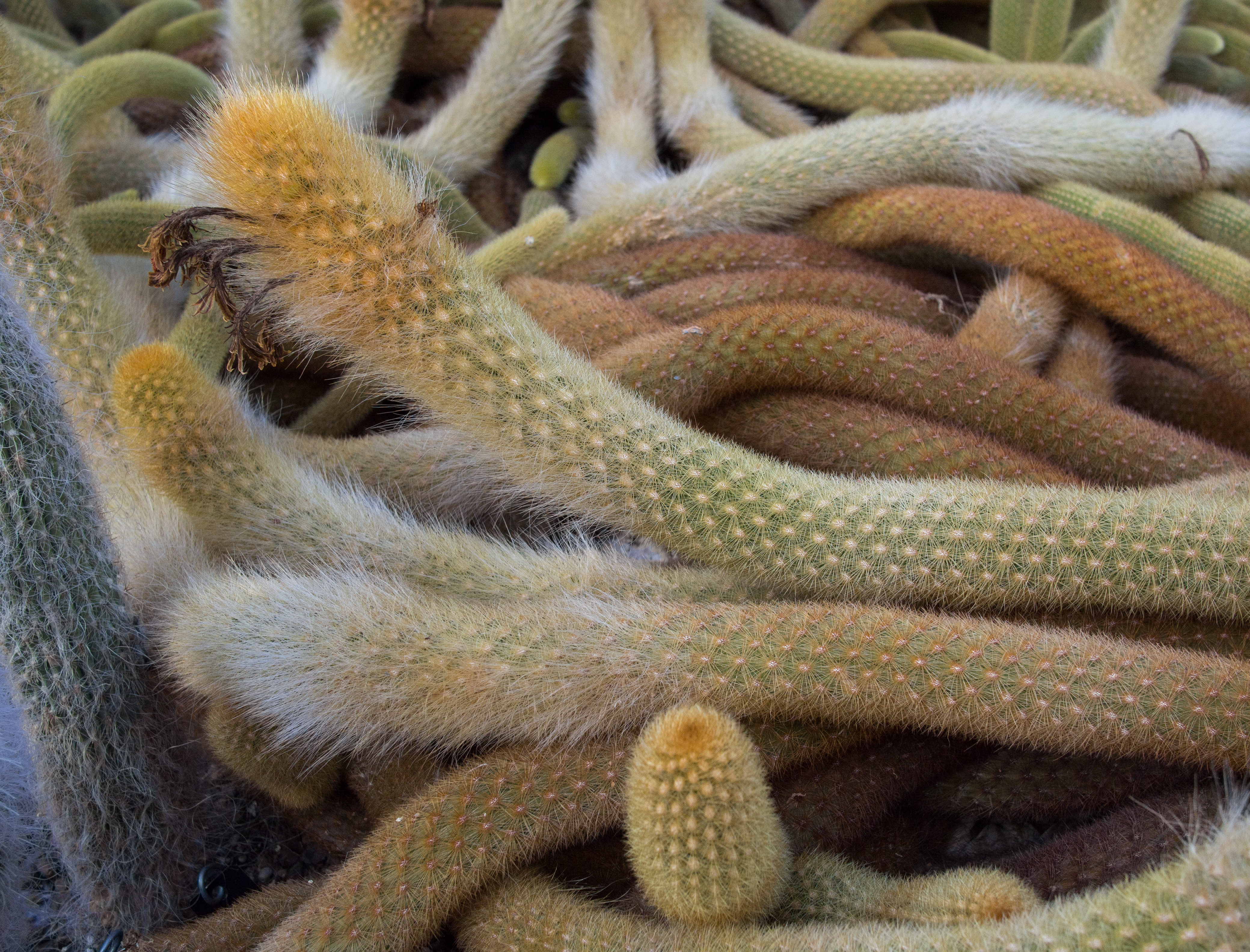
Detalle del tallo rastrero

Borzicactus icosagonus es una especie de cactus de crecimiento arbustivo, con tallos postrados, rastreros o erectos. Son de color verde claro y alcanzan una longitud de 20 a 60 cm, con un diámetro de 3 a 5 cm. 
Presentan de 8 a 20 costillas bajas y redondeadas, que se dividen en tubérculos mediante surcos. En ellos se sitúan las areolas, las cuales están muy próximas entre sí. Tienen de 25 a 60 espinas de color amarillo dorado en forma de agujas o erizadas y miden de 1 a 1,5 cm de largo.

Las flores son tubulares, con los bordes torcidos, y de color rosa a escarlata o naranja. Miden de 7 a 8 cm de largo y su pericarpelo está cubierto de pequeñas escamas con algunos pelos. Los frutos son esféricos, de color verde a amarillo, alcanzan un diámetro de 2 a 4 cm y suelen estar cubiertos de algunos pelos.

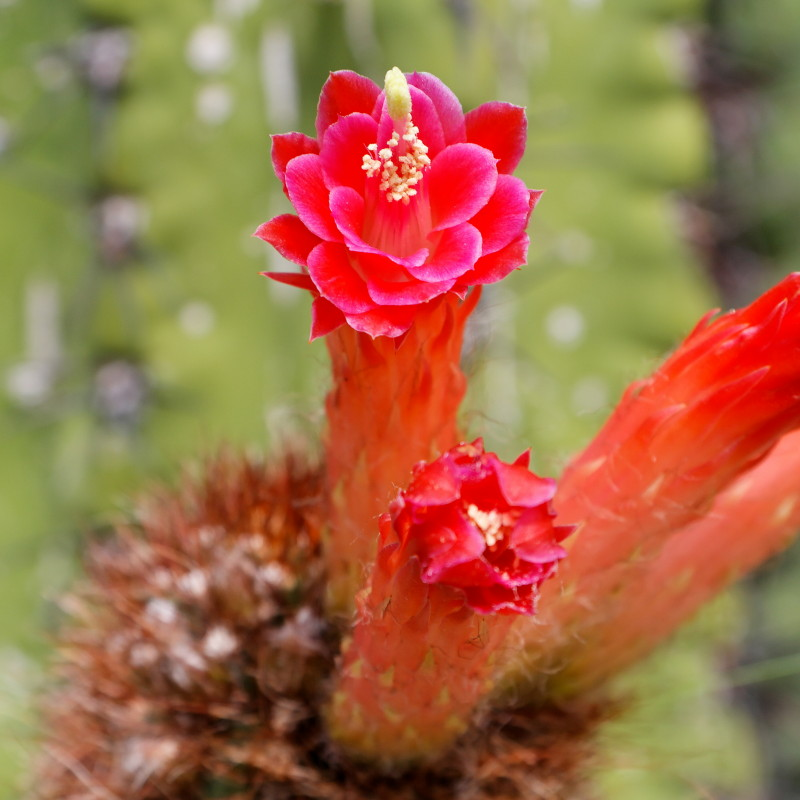
Detalle de las flores

## Distribución y hábitat
El área de distribución nativa de esta especie es de Ecuador a Perú y crece principalmente en el bioma tropical estacionalmente seco, altitudes de 1000 a 3000 metros.

## Taxonomía
La primera descripción de esta especie fue como Cactus icosagonus, publicada en 1823 por el botánico alemán Carl Sigismund Kunth en su libro Nova Genera et Species Plantarum 6: 67.
Más tarde, los botánicos estadounidenses Nathaniel Lord Britton y Joseph Nelson Rose trasladaron la especie al género Borzicactus, por lo que pasó a llamarse Borzicactus icosagonus. Registraron estos cambios en el libro The Cactaceae; descriptions and illustrations of plants of the cactus family 2: 160, publicado en 1920.
Etimología
- Borzicactus: nombre genérico formado a partir del prefijo borzi- (que hace referencia al botánico Antonino Borzì (1852-1921), director del jardín botánico de Palermo) y kaktos (que significa ‘cardo’ o ‘planta espinosa’), en alusión al cuerpo esférico y espinoso que presentan las especies de este género.[5]
- icosagonus: epíteto específico que deriva de las palabras griegas eikosi (que significa 'veinte') y gonia (que significa 'borde') haciendo referencia al número de costillas que posee normalmente el tallo de la especie.[6]

### Subespecies
Actualmente se distinguen tres subespecies:
| Imagen | Subespecie                                                      | Descripción                                                                         | Distribución       |
| ------ | --------------------------------------------------------------- | ----------------------------------------------------------------------------------- | ------------------ |
|        | Borzicactus icosagonus subsp. humboldtii (Kunth) G.J.Charles    | Crecimiento más robusto, espinas más prominentes, con flores de colores más claros. | Perú               |
|        | Borzicactus icosagonus subespecie icosagonus                    | Flores de color rosa a escarlata o naranja.                                         | Ecuador hasta Perú |
|        | Borzicactus icosagonus subsp. roseiflorus (Buining) G.J.Charles | Crecimiento más delgado y flores de color rosado.                                   | Ecuador            |

Sinonimia
- Sinónimos de Borzicactus icosagonus subsp. humboldtii: 
  - Binghamia humboldtii (Kunth) Backeb., 1934
  - Borzicactus humboldtii (Kunth) Britton & Rose, 1920
  - Cactus humboldtii Kunth, 1823
  - Cereus humboldtii (Kunth) DC., 1828
  - Cleistocactus humboldtii (Kunth) F.A.C.Weber, 1904
  - Matucana humboldtii (Kunth) Buxb., 1973
  - Seticereus humboldtii (Kunth) Backeb., 1937

- Sinónimos de Borzicactus icosagonus subsp. icosagonus:
  - Binghamia aurivilla (K.Schum.) Backeb., 1935
  - Borzicactus aurivillus (K.Schum.) Britton & Rose, 1920
  - Borzicactus crassiserpens (Rauh & Backeb.) Lodé, 2013
  - Borzicactus icosagonus f. aurantiaciflorus (Backeb.) Krainz, 1960
  - Cereus aurivillus K.Schum., 1903
  - Cereus isogonus K.Schum., 1897
  - Cereus monvilleanus F.A.C.Weber ex K.Schum., 1897
  - Cleistocactus crassiserpens Rauh & Backeb., 1956 publ. 1957
  - Cleistocactus monvilleanus (F.A.C.Weber ex K.Schum.) F.A.C.Weber, 1904
  - Loxanthocereus crassiserpens (Rauh & Backeb.) Backeb., 1962
  - Loxanthocereus trujilloensis F.Ritter, 1981
  - Seticereus aurivillus Backeb., 1937
  - Seticereus ferrugineus Backeb., 1937
  - Seticereus icosagonus var. aurantiaciflorus Backeb., 1943
  - Seticereus icosagonus var. ferruginea (Backeb.) Backeb., 1966
  - Seticereus icosagonus var. oehmeanus (Backeb.) Backeb., 1959
  - Seticereus oehmeanus Backeb., 1937
  - Seticereus oehmeanus var. ferrugineus (Backeb.) Backeb., 1943

- Sinónimos de Borzicactus icosagonus subsp. roseiflorus:
  - Akersia roseiflora Buining, 1961
  - Borzicactus roseiflorus (Buining) Ostolaza, 2014
  - Cleistocactus roseiflorus (Buining) G.D.Rowley, 2000

## Estado de conservación
En la Lista Roja de Especies Amenazadas de la UICN, la especie está clasificada como de "Preocupación Menor (LC)".

## Usos
Se cultiva principalmente como planta ornamental y su propagación se realiza normalmente a través de esquejes o semillas.